# 김성혜
김성혜(1942년 6월 10일 ~ 2021년 2월 11일)는 한세대학교의 총장으로. 최자실의 딸이자 조용기 목사의 부인이다. 종교는 오순절교회이다. 2월 11일에 세상을 떠났고, 7개월 뒤인 9월 14일 남편인 조용기 목사도 1년여에 걸친 뇌출혈로 투병 중 세상을 떠났다.

## 참고 자료
- 한국대학신문 총장 정보

1. ↑  여의도순복음교회 설립자 조용기 목사 별세…향년 86세 / 연합뉴스 2021.9.14 연합뉴스